# Julia Suter
Julia Suter (* 6. Oktober 1990) ist eine Schweizer Unihockeyspielerin. Sie steht beim Nationalliga-A-Vertreter Piranha Chur unter Vertrag.

## Karriere

### Verein
Suter begann ihre Karriere bei den Red Ants Rychenberg Winterthur, bei welchen sie bis 2010 blieb. In ihrem letzten Jahr konnte sie mit den Red Ants den Schweizer Cup mit einem Sieg über den UHC Dietlikon gewinnen.
Zur Saison 2010/11 hin wechselte sie zum UHC Dietlikon. In ihrer ersten Saison für ihren neuen Verein spielte sie in sechs Meisterschaftspartien und erzielte dabei acht Skorerpunkte. 2014 verliess sie den Verein auf eigenen Wunsch und gab ihren Rücktritt bekannt. Während ihrer Zeit bei Dietlikon gewann sie keinen Titel.
Nach einem Jahr Pause trainierte sie zur Saison 2015/16 bei UH Red Lions Frauenfeld mit. Dort absolvierte sie über einen Zeitraum von einem Jahr drei Partien und erzielte zwei Tore.
Am 10. Mai 2017 gab der UHC Dietlikon auf seiner Website bekannt, dass sich Suter entschieden hat, wieder Spitzenunihockey zu spielen. Am 2. März 2018 verkündete der UHCD, dass Suter 2018/19 weiterhin für die Zürcherinnen auflaufen wird.
Im Juni 2021 gab der Schwedische Verein Endre IF den Transfer der Schweizerin bekannt. Suter kehrte jedoch noch vor Saisonstart in Schweden in die Schweiz zurück und schloss sich Piranha Chur an.

### Nationalmannschaft
2006 streifte sich Suter erstmals das Trikot für die Schweizer U19-Unihockeynationalmannschaft über. In der Weltmeisterschaft 2006 gelangen ihr zehn Skorerpunkte und die Schweiz beendete das Turnier auf dem 3. Schlussrang. Zwei Jahre später gewann sie mit der Schweiz die Goldmedaille an der Weltmeisterschaft in Babimost. Die Weltmeisterschaft war zugleich ihr letzter Auftritt in der U19-Nationalmannschaft.
Nach dem Titelgewinn mit der U19 wurde sie erstmals für die A-Nationalmannschaft aufgeboten. Dort kam sie in der Euro Floorball Tour 2008 zum Einsatz. Sie nahm mit der Schweiz an der WM 2009 und 2011 teil. 2009 konnte sie mit der Schweiz die Silbermedaille gewinnen. 2011 konnte sie keine Medaille mit nach Hause nehmen. 2012 lief sie zum letzten Mal für die Schweizer Nationalmannschaft auf.